# Epidemia de risos em Tanganica
A epidemia de risos em Tanganica de 1962 foi um surto de histeria em massa — ou doença psicogênica em massa (MPI, da sigla em inglês). Há rumores de ter se iniciado na região da aldeia de Kashasha, na costa ocidental do Lago Vitória, na moderna nação da Tanzânia (anteriormente parte da Tanganica, antes da união desta com Zanzibar), perto da fronteira de Uganda.

## História

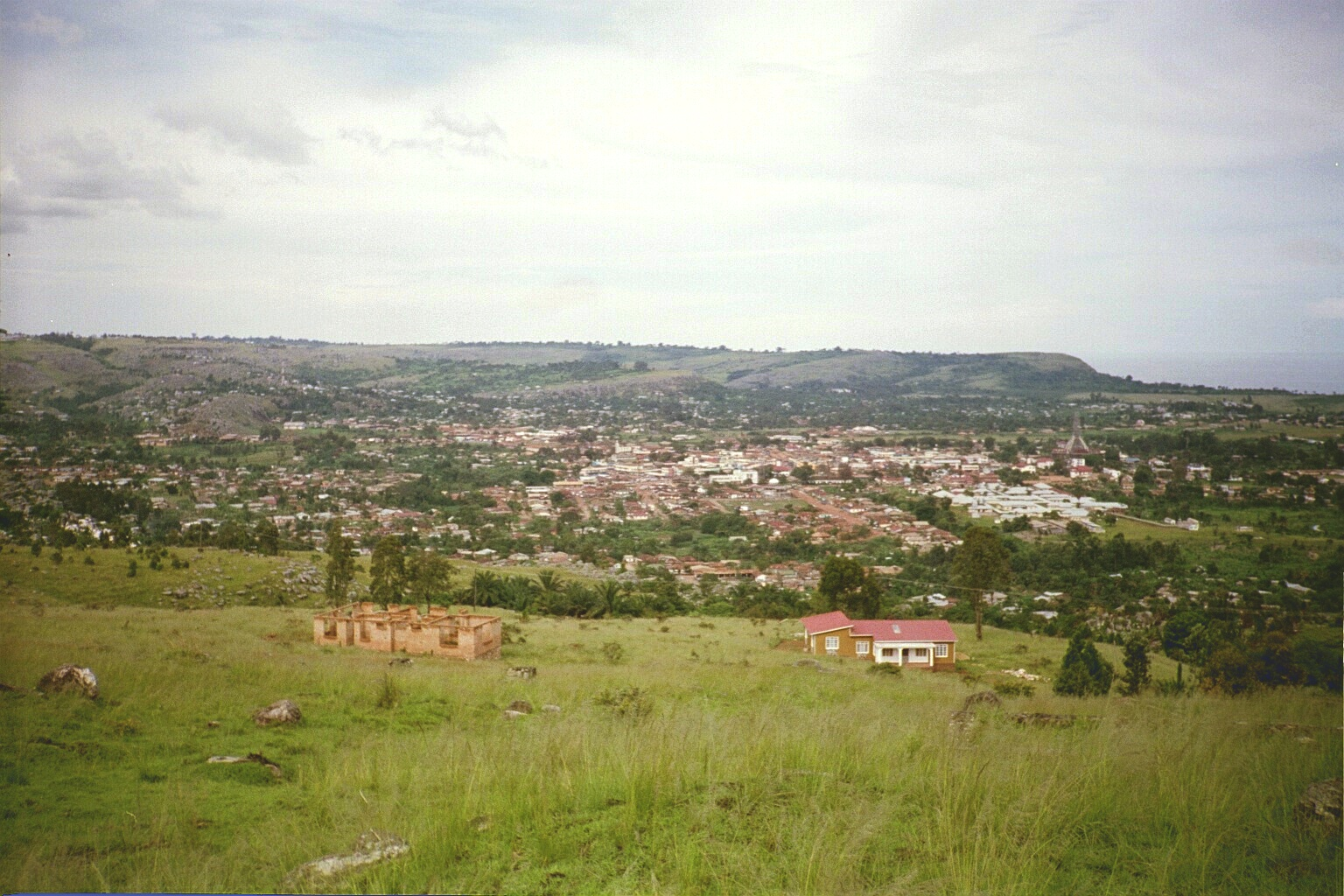
Bukoba, uma das cidades afetadas pela epidemia

A epidemia do riso começou em 30 de janeiro de 1962, em um internato administrado por uma missão para meninas em Kashasha. O riso começou com três meninas e se espalhou ao acaso por toda a escola, afetando 95 das 159 alunas, com idades entre 12 e 18 anos. Os sintomas duraram de algumas horas a 16 dias nos afetados. O corpo docente não foi afetado, mas relatou que as alunas não conseguiam se concentrar nas aulas. A escola foi forçada a fechar em 18 de março de 1962.
Depois que a escola foi fechada e as estudantes foram mandadas para casa, a epidemia se espalhou para Nshamba, uma vila que abrigava várias meninas. Entre abril e maio 217 pessoas tiveram ataques de rir na aldeia, a maioria deles sendo crianças em idade escolar e jovens adultos. A escola de Kashasha foi reaberta em 21 de maio, mas foi fechada novamente no final de junho. Em junho, a epidemia de risos se espalhou para o colégio feminino de Ramashenye, perto de Bukoba, afetando 48 meninas.
A escola onde a epidemia surgiu foi processada por permitir que as crianças e seus pais a transmitissem para a área circundante. Outras escolas, a própria Kashasha e outra aldeia, formada por milhares de pessoas, foram todas afetadas em algum grau. De seis a dezoito meses após o início, o fenômeno desapareceu. Os seguintes sintomas foram relatados em escala igualmente maciça como os relatos do próprio riso: dor, desmaios, flatulência, problemas respiratórios, erupções cutâneas, ataques de choro e gritos aleatórios. No total, 14 escolas foram fechadas e 1 000 pessoas foram afetadas.

## Causas
Charles F. Hempelmann, da Purdue University, teorizou que o episódio foi induzido por estresse. Em 1962, a Tanganica tinha acabado de ganhar sua independência, e os estudantes relataram estar estressados por causa das expectativas mais altas dos professores e dos pais. O MPI, diz ele, geralmente ocorre em pessoas sem muito poder. "O MPI é o último recurso para pessoas de baixo status. É uma maneira fácil para eles expressarem que algo está errado".
O sociólogo Robert Bartholomew e o psiquiatra Simon Wessely apresentaram uma hipótese de histeria epidêmica específica à cultura, ressaltando que as ocorrências na África na década de 1960 eram predominantes nas escolas missionárias e a sociedade em Tanganica era governada por anciãos tradicionais rígidos, de forma que a probabilidade é que a histeria fosse uma manifestação da dissonância cultural entre o "conservadorismo tradicional" em casa e as novas ideias desafiando essas crenças na escola, que eles denominaram "reações de conversão".